# 上河内代替バス
上河内地域路線バス（かみかわちちいきろせんバス）は、栃木県宇都宮市が運行している代替バス。梵天の湯、上河内地域自治センター（旧・上河内町役場）を拠点に同市上河内地区内やJR氏家駅、済生会宇都宮病院を結んでいる。

## 概要
関東自動車が1992年5月に廃止した2つのバス路線「白沢経由中里原車庫線（戸祭・宝木団地 - JR宇都宮駅 - 河内町役場 - 白沢 - 下ヶ橋 - 下小倉 - 中里原車庫）」のうち、河内町役場 - 中里原間と、「宮山田線（駒生 - JR宇都宮駅 - 中里原十文字 - 関白 - 宮山田）」のうち、中里原 - 宮山田間を旧上河内村（当時/1994年に町制施行）が継承する形で運行開始した。その後、回送車両を利用して運行本数を増やすなど効率化を図る一方、町内でバス路線の無い地域に循環系の新路線を設定。町民の利便性を考慮し鬼怒川を渡りJR氏家駅へ乗り入れる路線も新設した。なお、路線の一部が通る旧河内町も運営費を負担していた。
2007年3月、上河内町は宇都宮市に編入合併。同バス事業は同市に引き継がれ、上河内代替バスとなる。上河内地域自治センター内の地域づくり課が担当している。
2013年10月、デマンド型の地域内交通「かみかわち愛のりユッピー号」の運行開始に伴い従来の代替バスに付けられていたユッピー号の愛称をデマンド交通に譲る形で廃止、上河内地域路線バスとなる。路線再編を実施。河内線・循環北コース・循環南コースを廃止、宮山田循環線を西小コースに変更、済生会病院線と東小コース・東芦沼方面を新設。
2014年4月、消費税率変更に伴い、一部運賃改定を実施。

## 運行内容
運賃
- 氏家線・東小コース・西小コース
  - 大人 - 310円

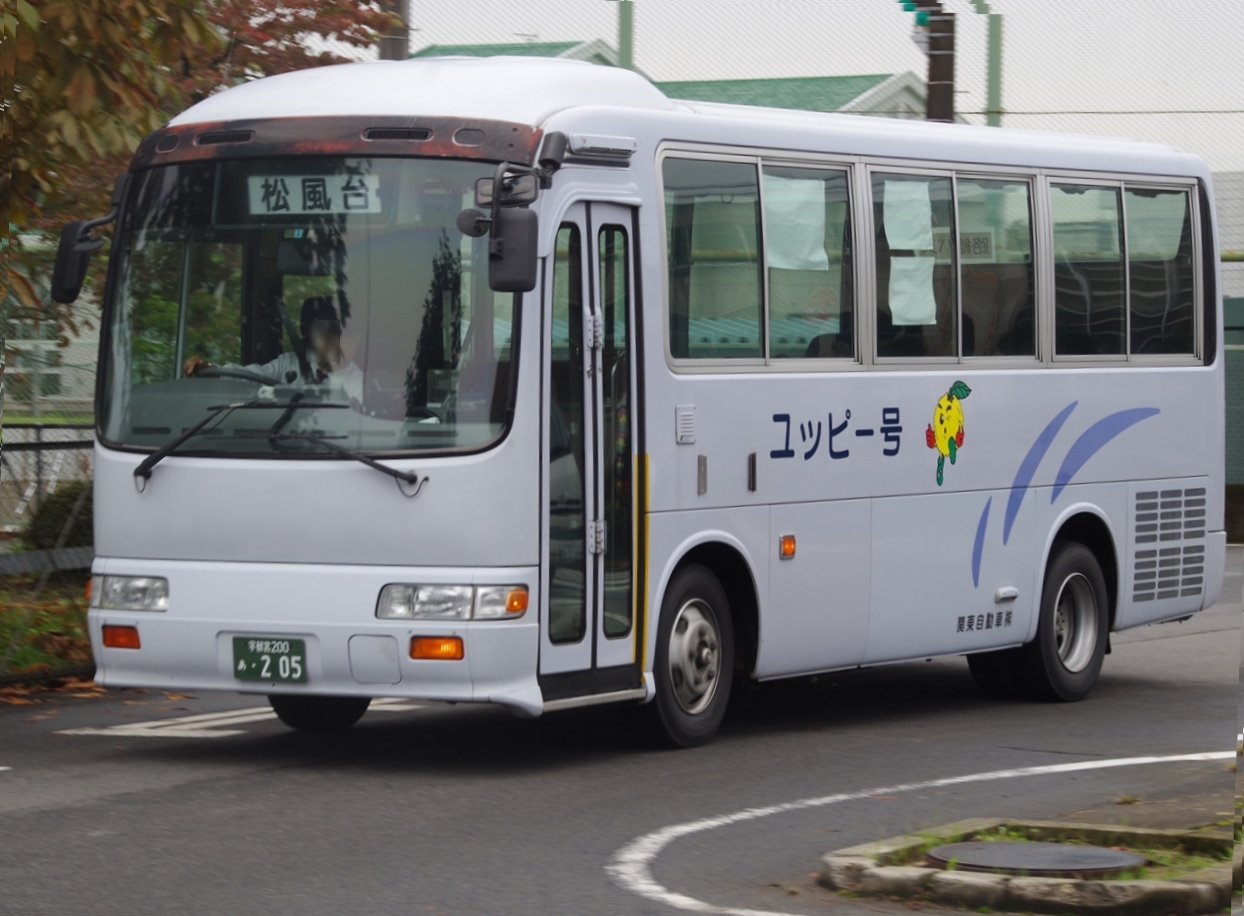
車両（日野・リエッセ）

  - 高校生以下、障がい者、70歳以上 - 100円（要身分証明書）
  - 幼児 - 同伴者がいる場合無料
  - 専用回数券（200円、100円）が発売されている他、定期券の発売も行なわれている。上河内村・町営バス時代に発売されていた回数券も、利用可能である。
- 済生会病院線
  - 距離制（例：自治センター玄関前 - 済生会病院間は650円）
  - 小学生と障がい者手帳所持者は大人運賃の半額
  - 済生会病院線専用定期券の発売も行なわれているが、回数券の取り扱いはない。

運休日
- 日曜日、祝日、年末年始（12月28日 - 1月4日）は運休。東小コース・西小コースは他に休校日も運休。

受託運行
- 関東自動車（旧 関東バス総合サービス）

## 現行路線
2014年4月1日現在
- 氏家線：西小学校前 - 自治センター玄関前 - 地域交流館（梵天の湯） - 上田入口 - 氏家街道口 - 冨野岡 - JR氏家駅西口
- 済生会病院線：自治センター玄関前 - 中里原十文字 - 東金田 - 田原コミュニティプラザ - 済生会病院
- 西小コース
  - 山田 → 謡辻 → 逆木 → 山田 → 関白 → 西小学校前[3]
  - 西小学校前 → 関白 → 山田 → 謡辻 → 逆木 → 山田[4]
- 東小コース
  - ふれあい西芦沼館 → 上河原 → 東小学校[3]
  - 東小学校 → ふれあい西芦沼館 → 上河原[4]
  - 板橋 → 逆木 → 上小倉中組 → 東小学校[3]
  - 東小学校 → 板橋 → 逆木 → 上小倉中組[4]
  - 東芦沼神社前 → 煙草屋前 → 東小学校[3]
  - 東小学校 → 東芦沼神社前 → 煙草屋前[4]

## 廃止路線
2013年10月1日付
- 宮山田循環線：地域交流館（梵天の湯）→松風台→山田→謡辻→逆木→山田→松風台→地域交流館
- 河内線：地域交流館 - 上田入口 - 氏家街道口 - 煙草屋前 - 下ヶ橋 - 白沢車庫前 - 河内地域自治センター
- 循環北コース：地域交流館→西ノ内→上小倉中組→逆木→今里→地域交流館
- 循環南コース：地域交流館→冬室上→高松公民館前→西芦沼台→地域交流館
地区内循環の上記2コースは、月曜日・水曜日・金曜日と火曜日・木曜日・土曜日で運行時刻が異なっていた。